# El Salitre (Ecuador)
El Salitre ist eine Kleinstadt und die einzige Parroquia urbana im Kanton Salitre der ecuadorianischen Provinz Guayas. Die Parroquia besitzt eine Fläche von 130,8 km². Beim Zensus 2010 betrug die Einwohnerzahl der Parroquia 28.117. Davon lebten 10.840 Einwohner im urbanen Bereich von El Salitre.

## Lage
Die Parroquia El Salitre liegt im Tiefland nördlich von Guayaquil. Der Río Vinces durchquert das Gebiet in südlicher Richtung. Bei El Salitre spaltet sich der Río Salitre vom Río Vinces nach Westen ab und vereinigt sich wenig später an der westlichen Verwaltungsgrenze mit dem Rí Jigual zum Río Los Tintos. Die Stadt El Salitre befindet sich 40 km nordnordöstlich der Provinzhauptstadt Guayaquil. Die Fernstraße E485 (Daule–Babahoyo) durchquert das Verwaltungsgebiet in nordöstlicher Richtung und passiert dabei die Stadt El Salitre.
Die Parroquia El Salitre grenzt im Nordwesten an die Parroquia Junquillal, im Nordosten an die Parroquia General Cornelio Vernaza, im äußersten Osten an die Provinz Los Ríos mit der Parroquia Baba (Kanton Baba), im Südosten an die Parroquia La Victoria, im Süden an die Parroquias Samborondón und Tarifa (beide im Kanton Samborondón) sowie im Südwesten und im Westen an die Parroquias Juan Bautista Aguirre und El Laurel (beide im Kanton Daule).

## Geschichte
Anfangs gab es die Hacienda Las Ramas. Am 24. Juli 1862 wurde Las Ramas zu einer Parroquia. 1873 wurde der Verwaltungssitz der Parroquia nach El Salitre verlegt. Am 17. September 1887 wurde die kirchliche Pfarrei eingerichtet. Am 27. November 1959 wurde der Kanton Salitre gegründet und El Salitre wurde eine Parroquia urbana und Sitz der Kantonsverwaltung.